# Avi Cohen
Avraham 'Avi' Cohen (hebreo: אבי כהן; El Cairo, Egipto, 14 de noviembre de 1956 - Tel Aviv, Israel, 29 de diciembre de 2010) fue un jugador de fútbol israelí, que jugó como defensor. Su juego más notable se dio cuando fue parte del equipo inglés del Liverpool FC pero también jugó para Sheffield United F.C., Huddersfield Town A.F.C. y Port Elizabeth (este último de Sudáfrica) y Maccabi Tel Aviv FC de Israel.

## Biografía
Cohen nació en El Cairo, en una familia egipcia de origen judío. De pequeño, se trasladó junto a su familia a Israel.

### Fallecimiento
El 20 de diciembre de 2010 sufrió un accidente cuando la moto en que viajaba fue atropellada por un automóvil. Cohen fue hospitalizado pero debido a sus heridas y traumatismos se declaró su muerte cerebral el 28 de diciembre, falleciendo en las primeras horas del miércoles 29 de diciembre.

## Selección nacional
Jugó por la selección de fútbol de Israel en 59 oportunidades, marcando 3 goles.

## Clubes
| Club                    | País       | Año         |
| ----------------------- | ---------- | ----------- |
| Maccabi Tel Aviv        | Israel     | 1974 - 1979 |
| Liverpool Football Club | Inglaterra | 1979 - 1981 |
| Maccabi Tel Aviv        | Israel     | 1981 - 1987 |
| Rangers                 | Escocia    | 1987 - 1988 |
| Maccabi Tel Aviv        | Israel     | 1988 - 1990 |
| Maccabi Netanya         | Israel     | 1990        |

## Títulos
- Campeón Liga Premier de Israel: 1977, 1979
- Charity Shield: 1979, 1980
- Copa Israelí: 1987